# 衝心性脚気
衝心性脚気（しょうしんせいかっけ）とは、ビタミンB1欠乏症による心不全のこと。衝心脚気（しょうしんかっけ）・脚気心（かっけしん）・脚気衝心（かっけしょうしん）とも呼ばれる。脚気には神経症状もみられるが、心不全とは別の病態と明治期には主張するものがいた。現在ではビタミンB1欠乏症であることが判明しており、ビタミンB1投与で改善することが知られている。
衝心脚気（脚気心）は、東洋脚気(oriental beriberi) とも称せられ心不全を主たる病態とし、東洋（有色人種）に見られるのが特徴であるが、その発症機序は明らかでない。
心筋細胞は長鎖脂肪酸を主要なエネルギー源とする。長鎖脂肪酸の心筋細胞への取り込みは細胞膜に発現するCD36と呼ばれる糖タンパク質が関与する。遺伝子変異に起因するCD36欠損症では心筋細胞への長鎖脂肪酸取り込みが著しく阻害されており、糖の取り込みが増加している。従ってCD36欠損症では心筋細胞のエネルギー源が長鎖脂肪酸から糖へとシフトしていると考えられる。糖は解糖系を経てピルビン酸となり脱炭酸されアセチル-CoAとしてTCA回路に入りエネルギー源となるATPを生じる。ピルビン酸の脱炭酸には補酵素であるチアミン（ビタミンB1）が必須である。従ってCD36欠損症におけるチアミン欠乏は致命的となり得る。CD36欠損症は欧米人に比し、東洋人（有色人種）に多く、本邦では0.56－1.0％と報告されている。欧米人と東洋人におけるCD36欠損症の頻度の相違が脚気心発症の違いとなると考えられる。
CD36欠損症にチアミン欠乏が加わると、脚気心が発症する。難治性の心不全が主たる病態である拡張型心筋症の鑑別診断の一つに脚気心が挙げられている。現代社会ではチアミン欠乏は起こりにくいと考えられているのが主流である。チアミン摂取量がエネルギー100kcal当たり0.16mgを下回ると脚気が発症するおそれがあるが、CD36欠損症ではチアミン需要は増加している可能性がある。心不全時に汎用される利尿剤は水溶性ビタミン（チアミンなど）の排泄を促し、チアミン不足を増進する懸念もあり、注意が必要である。脚気心は適切な診断が下されれば完治可能な病態であり、拡張型心筋症におけるCD36欠損症の存在とチアミン欠乏検査は積極的に行うことが有用で、疑わしい場合は診断的治療も視野に入れておくべきである。